# سیستم زمین-برابر
سیستم زمین-برابر (انگلیسی: Equal-field system) یک سیستم مالکیت و توزیع زمین در چین بود که از سلسله وی شمالی تا اواسط دودمان تانگ استفاده می‌شد.